# Ciudad Bolívar
Ciudad Bolívar (letteralmente Città Bolívar, storicamente conosciuta come Santo Tomás de Guayana e Angostura) è una città del Venezuela capitale dello stato di Bolívar.
Ha dato il suo nome al Congresso di Angostura e all'amaro Angostura. Conserva un centro storico ricco di edifici e monumenti d'epoca coloniale.

## Geografia
La città sorge sulla sponda destra del fiume Orinoco, il più grande del paese. 

## Storia

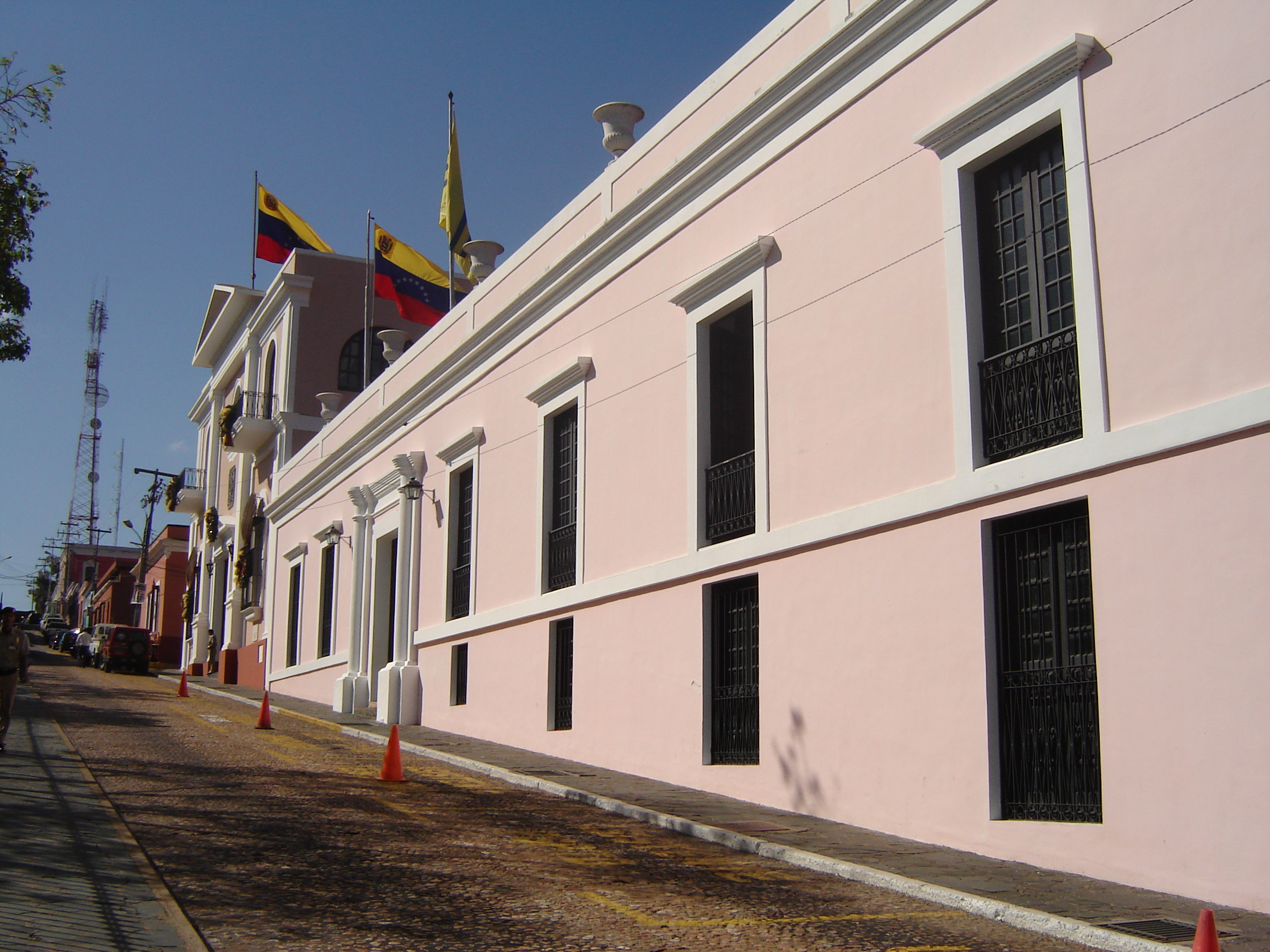
La casa dove si tenne il Congresso di Angostura.

L'insediamento fu fondato con il nome di Santo Tomás de Guayana il 21 dicembre 1595 da Antonio de Berrío, arrivato appositamente dalla Nuova Granada (attuale Colombia) con la missione di popolare la Guayana. L'insediamento era un porto fluviale fortificato e si trovò ben presto a dove fronteggiare le incursioni dei nativi e dei corsari olandesi e inglesi. Fu proprio un distaccamento inglese, comandato da Lawrence Keyms ad attaccare e bruciare Santo Tomás nel 1617, durante la spedizione in Guayana di Walter Raleigh. Durante l'assalto, che si concluse per gli inglesi in un completo disastro, vi trovò la morte anche il figlio dello stesso Raleigh. L'insediamento fu poi rifondato da Fernando de Berrio nel 1620.
Nel 1629, pirati inglesi e olandesi, sotto il comando di Adrian Jansz Pater, attaccarono e distrussero Santo Tomás e successivamente si insediarono nei rami e nelle insenature del fiume Orinoco. Nel 1637 gli olandesi, stanziati alle foci dell'Amakura, dell'Essequibo e del Berbice, attaccarono e bruciarono nuovamente Santo Tomás e successivamente assaltarono Trinidad.
Nel 1764 Joaquin Moreno de Mendoza trovò un sito definitivo sulle rive dell'Orinoco, nel tratto più stretto del fiume, e vi fondo un nuovo insediamento ribattezzato Santo Tomás de la Nueva Guayana de la Angostura del Orinoco, conosciuto semplicemente come Angostura.
Il Congresso di Angostura, inaugurato il 15 febbraio 1819 da Simón Bolívar, sotto l'ispirazione dell'ideologia del generale Francisco de Miranda, fu il secondo Congresso costituente della Repubblica del Venezuela. Fu convocato nel contesto delle guerre d'indipendenza del Venezuela e della Nuova Granada.
Durante la presidenza del generale Carlos Soublette, nel 1846, il nome di Angostura fu cambiato in Ciudad Bolívar, in onore di Simón Bolívar, che stabilì nella città le basi dell'azione che gli permise di liberare le attuali Venezuela, Colombia, Panama, Ecuador, Perù e Bolivia.
Il 21 luglio 1903, nei pressi di Ciudad Bolívar, si combatté l'ultima battaglia della Rivoluzione Liberatrice in cui l'esercito governativo al comando di Juan Vicente Gómez sconfisse le forze di opposizione del generale Nicolás Rolando. La sconfitta dell'insurrezione segnò la fine del XIX secolo venezuelano, caratterizzato da instabilità politica e grandi guerre civili, lasciando il posto a un periodo di consolidamento del governo centrale sotto il dominio delle popolazioni andine.

## Monumenti e luoghi d'interesse

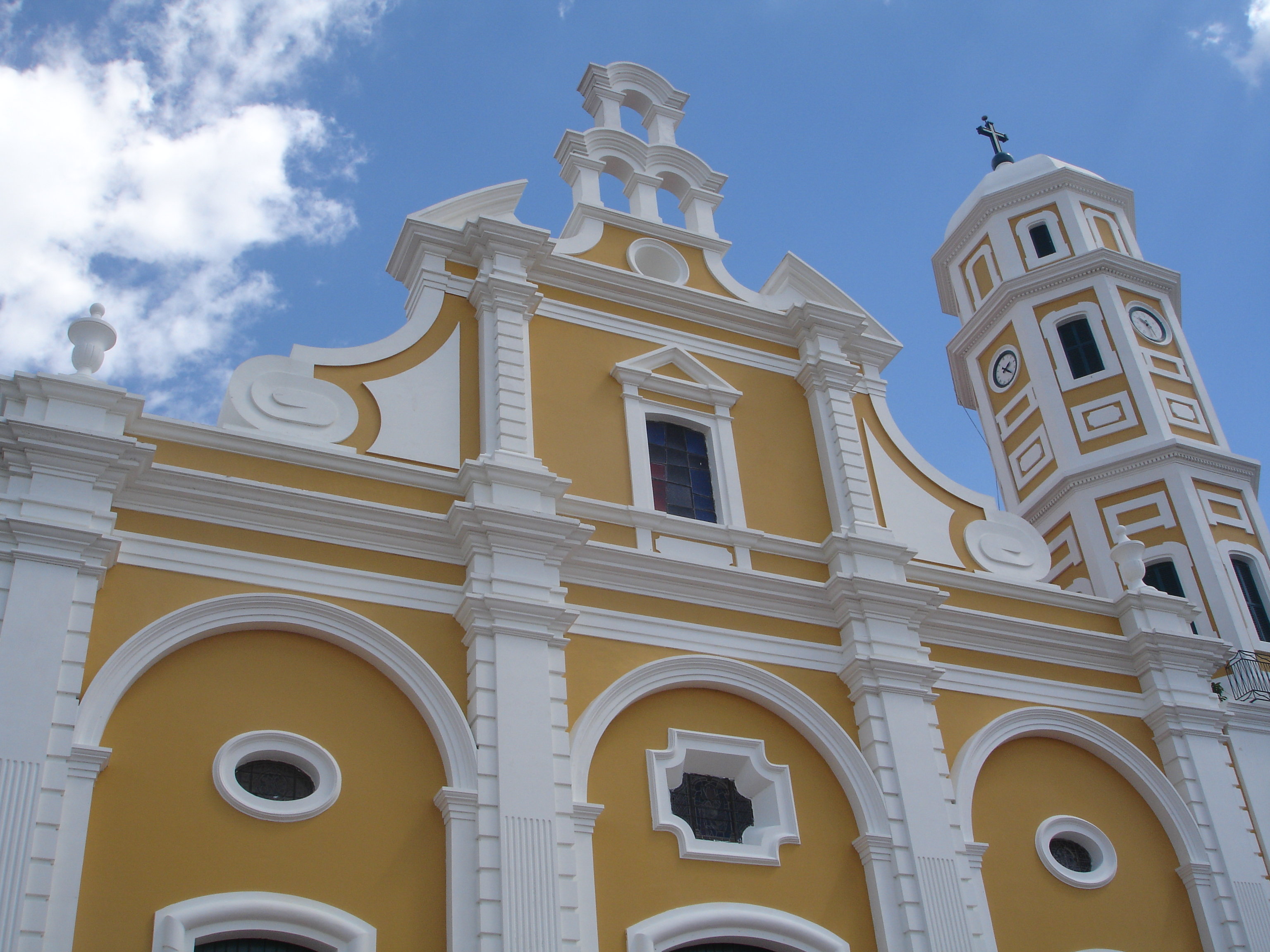
La cattedrale di Ciudad Bolívar.

- Cattedrale, in stile tardo barocco, progettata negli anni sessanta del Settecento dall'architetto italiano Graziano Gasparini.
- Casa de San Isidro
- Casa del Correo del Orinoco
- Vecchia Prigione
- Casa Arcivescovile
- Casa Parrocchiale
- Casa del Congreso
- Casa de la Real Hacienda, oggi sede del Governo dello Stato di Bolivar.
- Casa de los Gobernadores de la Colonia

## Nome
Il vecchio nome della città diede il nome anche al celebre bitter inventato nel 1824 da Johann Stegert, medico prussiano nell'esercito di Bolívar.

## Società

### Religione
La città è sede dell'arcidiocesi di Ciudad Bolívar, istituita il 20 maggio 1790.

## Cultura

### Istruzione

#### Musei
- Museo d'Arte moderna Jesus Soto, dedicato all'artista nativo di Ciudad Bolívar, fu il primo al mondo dedicato all'arte cinetica.

#### Università
- Università dell'Oriente

## Infrastrutture e trasporti
Ciudad Bolívar è unita a Ciudad Guayana da un'autostrada gratuita. Il ponte Angostura unisce la città alla riva sinistra dell'Orinoco.
La città è servita dall'aeroporto Tomás de Heres.